# مؤسسة أومرون
مؤسسة أومرون (باللغة اليابانية:オムロン株式会社) مجموعة من شركات الإلكترونيات مقرها كيوتو، اليابان. تأسست من قبل كازوما تاتيشي (立石一真) في عام 1933 (تحت اسم مصنع تاتيشي للمنتجات الكهربائية) في حين تم إدراجها في البورصة في عام 1948. نشأت الشركة في منطقة كيوتو المسماة «أوميرو (御 室)»، والتي اشتق منها اسم «أومرون». تم تغيير الاسم مرة أخرى إلى «أومرون تاتيشي للإلكترونيات» قبل أن يتم تغيره إلى الاسم الحالي في أوائل عقد 1990. إتخذت المجموعة في الفترة ما بين عقد 1880 واوائل عقد 1990 جملة شعارا لها:
«إلى الآلات وخطوط الإنتاج إلى من يبحث عن المزيد من الإبداع».
تخصصت شركة أومرون في تصنيع وبيع مكونات نظام التشغيل الآلي من معدات وأنظمة، لكنها معروفة في السوق العالمي بالمعدات الطبية مثل أجهزة قياس الحرارة الرقمية وأجهزة قياس ضغط الدم وأجهزة البخاخات.
يرجع لأومرون الفضل في تطوير أول بوابة دوارة إلكترونية للتذاكر في العالم، والتي تم تسميتها بوابة IEEE في عام 2007، كما تعتبر من أوائل الشركات المصنعة لآلات الصرف الآلي مع قارئات بطاقات الشريط المغناطيسي.
للمؤسسة قسم خاص بمنتجات البترول والغاز الطبيعي يختص بتوفير أنظمة التيار المتردد والمستمر المستخدمة في المجالين.
في عام 2013، اُختِيرَت شركة أومرون في قائمة أفضل 100 شركة عالمية في مجال صناعة المنتجات الكهربية في قائمة وكالة تومسون رويترز.

## أقسام الأعمال والمنتجات
- الأتمتة الصناعية: الروبوتات الصناعية، أجهزة الاستشعار، المفاتيح الكهربائية، الكاميرات الصناعية، مكونات الأمان، المرحلات، مكونات التحكم، معدات مراقبة الطاقة الكهربائية، أجهزة إمدادات الطاقة وأجهزة التحكم المنطقي القابل للبرمجة.
- المكونات الإلكترونية: المرحلات، المفاتيح الكهربائية، الموصلات، أجهزة الاستشعار الدقيقة، حساسات أنظمة الكهروميكانيكية الصغرى وتقنيات استشعار الصورة.
- إلكترونيات السيارات: مكونات الراديو للسيارات، أجهزة استشعار ومراقبة السائق، التوجيه الكهربائي، وحدات التحكم المدمجة، مكونات التبديل والتحكم.
- الأنظمة الاجتماعية: أنظمة التحكم في الدخول (أنظمة دخول المباني)، أنطمة التحكم بالوصول، أنظمة إدارة الطرق، أجهزة التحكم في إشارات المرور، كاميرات المراقبة/ الأمن، بوبات التذاكر الآلية، آلات بيع التذاكر وآلات تعديل الأسعار.
- الرعاية الصحية:
  - الاستخدام الشخصي: أجهزة مراقبة ضغط الدم، موازين الحرارة الرقمية، أجهزة مراقبة تكوين الجسم، عدادات الخطى والبخاخات.
  - الاستخدام المهني: شاشات مراقبة ضغط الدم، شاشات التخطيط الكهربائي للقلب وشاشات المرضى.
- أعمال أخرى
  - توزيع الطاقة والضوابط لأجهزة الحفر.
  - الحلول البيئية.
  - التحكم الإلكتروني والتشغيل الآلي لأنظمة مراكز الاحتجاز والسجون.

## المساهمين
اعتبارا من 30 سبتمبر 2015:
- بنك الولاية.
- بنك خدمات أمناء اليابان.
- بنك طوكيو - ميتسوبيشي المحدود.
- بنك كيوتو.
- بنك ماستر ترست اليابان.
- شركة نيبون للتأمين على الحياة.
- بنك أمناء خدمات اليابان.
- بنك نيويورك.

## وصلات خارجية
- الموقع الرسمي مؤسسة أومرون- باللغة الإنجليزية.
- موقع أومرون في آسيا والمحيط الهادئ- باللغة الإنجليزية.
- الموقع الرسمي لمؤسسة أومرون في الهند- باللغة الإنجليزية.
- الموقع الرسمي لمؤسسة أومرون في المملكة المتحدة.
- قسم الأتمتة الصناعية في مؤسسة أومرون.
- أومرون للالكترونيات (الولايات المتحدة).
- أومرون للرعاية الصحية (الولايات المتحدة).
- قائمة بفروع أومرون في جميع أنحاء العالم.
- أومرون في البورصة الأمريكية
- أومرون للرعاية الصحية (فرنسا) نسخة محفوظة 22 فبراير 2014 على موقع واي باك مشين..